# Robert Williams (morte por robô)
Robert Williams (2 de maio de 1953 - 25 de janeiro de 1979) foi um operário estadunidense, conhecido por ser o primeiro humano a ser morto por um robô. Enquanto trabalhava na planta de montagem de Flat Rock da Ford Motor Company, Williams foi morto por um braço mecânico em 25 de janeiro de 1979.

## Morte e litígio

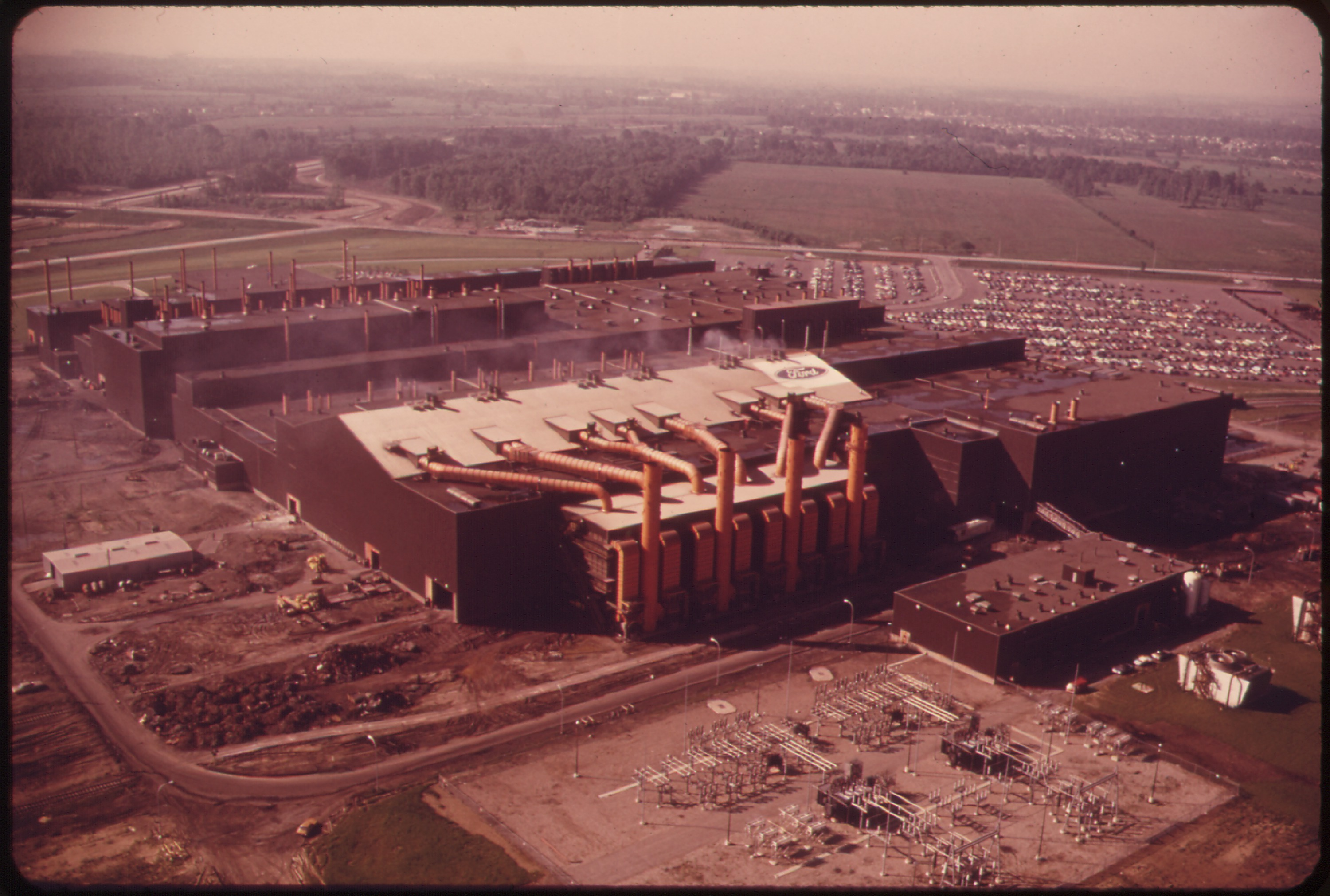
Joe Clark (Junho de 1973), Ford Motor Company's New Casting Plant at Flat Rock. Fotografado para o DOCUMERICA.

Williams era um dos três operadores do sistema de recuperação de peças, um robô de cinco andares construído pela divisão Unit Handling Systems da Litton Industries. O robô era projetado para recuperar peças fundidas nas prateleiras do depósito da fábrica. Parte da máquina incluía veículos de transferência de uma tonelada, que eram carrinhos sobre rodas de borracha equipados com braços mecânicos para mover as peças. Quando o robô deu leituras de inventário erradas, Williams foi solicitado a subir nas prateleiras para recuperar as peças manualmente. Outra notícia afirma que o robô não estava recuperando peças com rapidez suficiente.
Ele subiu no terceiro nível do rack de armazenamento, onde foi atingido por trás e esmagado por um dos veículos de transferência de uma tonelada, matando-o instantaneamente. Seu corpo permaneceu na prateleira por 30 minutos até ser descoberto por colegas preocupados com seu sumiço.
Sua família processou a Litton Industries , alegando que "a Litton foi negligente no projeto, fabricação e fornecimento do sistema de armazenamento e não alertou [os operadores do sistema] sobre os perigos previsíveis no trabalho dentro da área de armazenamento". Em uma decisão do júri de 1983, o tribunal concedeu US$ 10 milhões como indenização e concluiu que simplesmente não haviam medidas de segurança suficientes para evitar que tal acidente ocorresse. Williams entraria para a história como a primeira morte humana causada por um robô. A indenização foi elevada para US$ 15 milhões em janeiro de 1984. A Litton fez um acordo com a família de Williams por um valor não revelado em troca de não admitir negligência.
A Litton buscou indenização e recuperação dos custos do julgamento da Ford porque a empresa não havia enviado Williams para o treinamento fornecido pela Litton e permitiu que Williams entrasse no rack sem acionar o sistema de bloqueio. Como a Litton já havia feito um acordo com a família de Williams, o Tribunal de Apelações de Michigan negou a ação, e essa decisão foi posteriormente confirmada pela Suprema Corte de Michigan. 